# Malek Kheyl
Malek Kheyl (persiska: ملک خيل) är en ort i Iran.   Den ligger i provinsen Mazandaran, i den norra delen av landet, 140 km nordost om huvudstaden Teheran. Malek Kheyl ligger 73 meter över havet och antalet invånare är 864.
Terrängen runt Malek Kheyl är platt åt nordväst, men åt sydost är den kuperad. Runt Malek Kheyl är det ganska glesbefolkat, med 34 invånare per kvadratkilometer. Närmaste större samhälle är Babol, 17,2 km nordväst om Malek Kheyl. I omgivningarna runt Malek Kheyl växer huvudsakligen savannskog.